# Antimoniat de meglumină
Antimoniatul de meglumină este un antiprotozoaric utilizat în tratamentul leishmaniozei. Calea de administrare disponibilă este cea injectabilă (administrarea se face direct în ulcerație).
Molecula a fost aprobată pentru uz medical în 1946. Se află pe lista medicamentelor esențiale ale Organizației Mondiale a Sănătății.